# Valériya Savinyj
Valériya Savinyj (también escrito Valeria Savinykh; en ruso: Валерия Савиных; nació el 20 de febrero de 1991) es una jugadora de tenis rusa.
Su clasificación WTA más alta en individual fue 99, llegó el 9 de abril de 2012. En dobles fue 100, alcanzado el 13 de noviembre de 2017.
Savinyj ha ganado 5 títulos individuales y 20 dobles en la categoría ITF durante su carrera.
Valériya entrena en la Academia SotoTennis en España.

## Títulos WTA

### Dobles (0)
| Leyenda               |
| --------------------- |
| Grand Slam (0)        |
| Juegos Olímpicos (0)  |
| WTA Championships (0) |
| Premier Mandatory (0) |
| Premier 5 (0)         |
| Premier (0)           |
| International (0)     |

#### Finalista (2)
| N.º | Fecha                    | Torneos       | Superficie | Pareja           | Oponentes en la final            | Resultado        |
| --- | ------------------------ | ------------- | ---------- | ---------------- | -------------------------------- | ---------------- |
| 1.  | 2 de marzo de 2013       | Florianópolis | Dura       | Anne Keothavong  | Anabel Medina Yaroslava Shvédova | 0-6, 4-6         |
| 2.  | 15 de septiembre de 2019 | Hiroshima     | Dura       | Christina McHale | Misaki Doi Nao Hibino            | 6-3, 4-6, [4-10] |

## Títulos WTA 125s
| Leyenda  | Individuales | Dobles |
| -------- | ------------ | ------ |
| WTA 125s | 0            | 1      |

### Dobles (1)
| N.º | Fecha                   | Torneos | Superficie | Pareja          | Oponentes                       | Resultado |
| --- | ----------------------- | ------- | ---------- | --------------- | ------------------------------- | --------- |
| 1.  | 12 de noviembre de 2017 | Limoges | Dura       | Maryna Zanevska | Chloé Paquet Pauline Parmentier | 6-0, 6-2  |

## Títulos ITF

### Individual: 5
| $100,000 tournaments |
| $80,000 tournaments  |
| $60,000 tournaments  |
| $25,000 tournaments  |
| $10,000 tournaments  |

| N.º | Date                    | Tournament                 | Surface | Opponent in final     | Score in final       |
| --- | ----------------------- | -------------------------- | ------- | --------------------- | -------------------- |
| 1.  | 16 de abril de 2011     | Johannesburg, South Africa | Dura    | Petra Cetkovská       | 6-1, 6-3             |
| 2.  | 30 de octubre de 2016   | Heraklion, Greece          | Dura    | Gabriella Taylor      | 6-2, 4-1, ret.       |
| 3.  | 4 de junio de 2017      | Montemor-o-Novo, Portugal  | Dura    | Sarah-Rebecca Sekulic | 6-2, 6-0             |
| 4.  | 26 de agosto de 2017    | Artvin, Turkey             | Dura    | Ayla Aksu             | 3-6, 7-6(10), 7-6(5) |
| 5.  | 15 de diciembre de 2018 | Pune, India                | Dura    | Lu Jiajing            | 3-6, 6-2, 7-6        |